# Angie Martinez
Angela « Angie » Martinez, née le 9 janvier 1971 à Brooklyn, New York, est une animatrice de radio, rappeuse, actrice et mannequin américaine. Surnommée « The Voice of New York », son émission de radio est classée à la première place chez les jeunes auditeurs du pays.

## Biographie

### Radio
À l'âge de seize ans, elle anime initialement une rubrique sur la radio de format urban, Hot 97, où elle rencontre Funkmaster Flex. Martinez anime les semaines Afternoon Drive, aux côtés de DJ Enuff de HOT 97, où elle interviewe des stars comme Kanye West et Mariah Carey. Elle part de Hot 97 le 18 juin 2014. Elle est annoncée avoir signé chez le concurrent de Hot 97, Power 105.1 (WWPR-FM) le 19 juin 2014.

### Musique
En 1996, elle est en featuring sur Heartbeat de KRS-One extrait de l'album I Got Next. En 1997, Lil' Kim l'invite pour le remix de Ladies Night, sur la bande originale du film Rien à perdre avec Missy Elliott, Lisa « Left Eye » Lopes et Da Brat. La chanson atteint la sixième place du Billboard Hot 100 et troisième des Hip-Hop/RnB Songs. Le single compte un million d'exemplaires vendus et est certifié disque de platine. Les artistes sont nommées aux Grammy Awards la même année, et sont aussi invitées à jouer aux MTV Video Music Awards. Elle participe ensuite à Christmas in the City de Mary J. Blige, Freak Out de Terror Squad, Oh No Remix de N.O.R.E., Tell Me Remix de Beenie Man, Wow de Funkmaster Flex et Big Kap, ainsi qu'à des interludes pour des mixtapes de DJ Clue, DJ Kayslay ou encore Kid Capri. En 2001, elle apparaît dans le clip de Jay-Z et R. Kelly, Guilty Until Proven Innocent.
Le 17 avril 2001, elle fait son premier album, Up Close and Personal, avec des featurings de Jay-Z, Snoop Dogg, Mary J. Blige, Wyclef Jean, Busta Rhymes et Kool G. Rap. Le premier single, Dem Thangzzz, est produit par The Neptunes, avec dans les chœurs Pharrell Williams et Q-Tip. L'album débute 32e du Billboard 200 et septième des Billboard Top RnB/Hip-Hop Albums
Son deuxième album, Animal House, sort en 2002. Le single If I Could Go comprend un featuring de Sacario et Lil' Mo, et Take You Home, un featuring de Kelis. Elle participe également au remix de Gangster de Lil' Mo et au titre Time to Go de Nina Sky.
En 2002, Martinez est engagée comme juge à la deuxième saison à l'émission américaine American Idol, mais abandonne quelques jours après car elle ne souhaitait pas briser les rêves des candidats. En novembre 2014, Martinez signe au label Roc Nation de Jay-Z.

### Télévision et cinéma
En 2002, elle anime le talk show Stretch sur HBO.
Elle tient des petits rôles dans des films indépendants sur le hip-hop tels que Blood is Thicker Than Water, Paper Soldiers, Brown Sugar (avec en tête d'affiche Taye Diggs, Queen Latifah et Sanaa Lathan).

### Mannequinat
Elle fait du mannequinat pour Eckō de Marc Ecko, RED, IceBerg, CoverGirl Queen Collection, Mercedes-Benz et le magazine Lucky[réf. nécessaire].

## Vie privée
Martinez a un fils nommé Niko Ruffin (né le 12 juin 2003) avec Tamir « Nokio » Ruffin, de Dru Hill.
En 2014, Martinez participe à l'œuvre caritative de CC Sabathia, la PitCCh In Foundation, en courant le marathon de New York.

## Distinctions
- BET Awards 2002 : Meilleure artiste hip-hop féminine (nommée)
- Grammy Awards 1998 : Meilleure performance rap par un duo ou groupe pour Not Tonight (nommée)